# Rachel Botsman
Rachel Botsman (Londres, 1978) es considerada la líder del pensamiento global sobre el poder de la colaboración y el intercambio a través de las tecnologías digitales para transformar la forma en que vive, trabaja, financia y consume la gente.
En su libro What's mine is yours: The raise of collaborative comsumption explica los sistemas que forman parte de la Sharing Economy:
- Sistema producto/acceso: refieren al acceso a una experiencia específica en lugar de la propiedad. Ej: Renta de bienes o servicio. Ejemplo: Airbnb, Lyft, etc.
- Sistemas de redistribución: para intercambiar artículos de donde no están siendo usados a lugares en donde se necesitan. Ej: Sistemas de trueque en línea y venta de artículos de segunda mano.
- Estilos de vida colaborativos: usuarios comparten sus habilidades o su tiempo y se benefician en alguna manera de ello. Ej: Micromecenazgo, Taskrabbit, etc.

Rachel ha sido ponente en innovadoras charlas TED sobre el consumo colaborativo. La revista TIME posteriormente ha catalogado la Sharing economy como una de las diez ideas que van a cambiar el mundo en los próximos años. Rachel ha estado también interesada en el estudio de los sistemas de reputaciones en Internet y cómo se han convertido en una nueva moneda para lograr transacciones.
Rachel Botsman es una Global Economic Forum Young Leader, fue nombrada por la revista Fast Company como una de las "personas más creativas en los negocios y por Monocle como una de las 20 mejores oradoras del mundo de las conferencias.
Rachel está diseñando actualmente el primer curso de MBA en la economía colaborativa, que enseñará en la Universidad de Oxford en 2015. Sus escritos e investigaciones han aparecido en Harvard Business Review, The Economist, CNN, New York Times, The Guardian, The Financial
Times, y otras publicaciones.Es una editora asociada a WIRED Reino Unido y
tiene una columna mensual de tendencias tecnológicas en el Australian Financial Review. Rachel Botsman ha estado inspirando a emprendedores de todo mundo en la creación de empresas enfocadas en aprovechar la capacidad en desuso.
Rachel ha aconsejado y hablado con una amplia gama de empresas, entre ellas la Clinton Global Initiative, Google, Consejo Mundial de Cooperativas de Crédito, Microsoft, PwC, Lend Lease, y muchas otras. Rachel nació en el Reino Unido y ha estudiado y trabajado
en los Estados Unidos. Recibió su BFA (con honores) de la Universidad de Oxford, y llevó a cabo sus estudios de postgrado en la Universidad de Harvard. Su trabajo la ha llegado a todos los continentes. Actualmente vive en Sídney, Australia, con su esposo y dos hijos.

## Libros
- Rachel Botsman, Roo Rogers, What's Mine Is Yours: The Rise of Collaborative Consumption, HarperBusiness, 2010 ISBN 978-0-06-196354-4